# Platydoris cinereobranchiata
Platydoris cinereobranchiata is een slakkensoort uit de familie van de Discodorididae. De wetenschappelijke naam van de soort is voor het eerst geldig gepubliceerd in 2002 door Dorgan, Valdés & Gosliner.